# Хамутенья, Хидипо
Хидипо Ливиус Хамутенья (англ. Hidipo Livius Hamutenya; 17 июня 1939, Одибо, Охангвена, Юго-Западная Африка — 6 октября 2016, Виндхук, Намибия) — намибийский государственный деятель, министр иностранных дел Намибии (2002—2004).

## Биография
Родился в семье Аарона Хамутени, одного из основателей СВАПО. Посещал начальную школу в Одибо и Энгеле, а затем — с 1959 по 1961 год Августинский педагогический колледж в Окахандье. Там познакомился с политическими активистами, участвовал в Восстании Old Location (1959). В конце 1961 года вынужденно перебрался в Танганьику.
Затем изучал журналистику в Софийском университете в Болгарии, а затем переехал в Соединённые Штаты, где получил степень бакалавра в области политологии и истории в Университете Линкольна, штат Пенсильвания (1969) и в том же году — степень доктора философии в области исследований развития в Сиракузском университете. В 1971 году получил степень магистра Университета Макгилла в Монреале.
С 1965 по 1972 год являлся представителем СВАПО в Северной и Южной Америке, в 1972—1974 годах — секретарь СВАПО по вопросам образования. В августе 1976 года был избран в Политбюро СВАПО и одновременно стал одним из основателей Институт Организации Объединённых Наций для Намибии (UNIN) в Лусаке, в институте с 1976 по 1981 год занимал пост заместителя директора и глав научного отдела по вопросам истории и политики. С 1978 по 1989 год входил в состав переговорной группы СВАПО по Плану ООН по предоставлению независимости Намибии, а также с 1981 по 1991 год был министром информации и связям с общественностью СВАПО.
Непосредственно перед обретением Намибией независимости он был членом Учредительного собрания, которое действовало с ноября 1989 по март 1990 года, затем он был избран в состав Национального собрания.
Входил в состав правительства страны
- В 1990—1993 годах — министр информации и радиовещания,
- В 1993—2002 годах — министр торговли и промышленности,
- В 2002—2004 годах — министр иностранных дел.

Руководил созданием национального гимна «Намибия, страна храбрых», занимая пост председателя подкомитета «Национальные символы».
В мае 2004 года он добивался выдвижения своей кандидатуры от СВАПО на президентские выборы, его кандидатура была предложена рядом видных деятелей партии. Однако вскоре президент Нуйома обвинил политика в организации раскола в рядах партии в регионе Омахеке и в итоге официальным кандидатом СВАПо стал Хификепунье Похамба.
В ноябре 2007 года вышел из рядов СВАПО и покинул Национальное собрание. В том же месяце он вместе с другим бывшим министром, Джезая Ньяму, учредил новую партию «Объединение за демократию и прогресс» (ОДП) и стал его президентом.
В ноябре 2009 года стал кандидатом от ОДП на пост президента Намибии, занял второе место с 88 640 голосами (10,91 %) после кандидата СВАПО и действующего президента Похамбы (75,25 %). Был во главе партийного списка и стал одним из восьми кандидатов ОДП, избранных в Национальное собрание Намибии, участвовал в шестимесячном бойкоте заседаний, вызванных нарушениями на выборах 2009 года.
После его неудачи на президентских выборах 2014 года (3,39%) под давлением других её членов в феврале 2015 года был вынужден уйти в отставку с поста лидера. В марте 2015 года он сказал, что уходит в отставку, оставляя возможность для партии избрать нового лидера, хотя вскоре после этого он заявил, что был вынужден уйти в отставку против своей воли. Он попытался занять место в парламенте, когда Национальное собрание начало собираться на новый срок в марте 2015 года, но позже решил не занимать места, прокладывающего дорогу для его возвращения в СВАПО. 
Похоронен на площади Героев в Виндхуке.